# Hermann Weyl
Hermann Klaus Hugo Weyl (født 9. november 1886, død 8. december 1955) var en tysk matematiker. Selvom han tilbragte størstedelen af sine forskningsaktive dage i Zürich i Schweiz og i Princeton i USA, var han tilknyttet den matematiktradition på Georg-August-Universität Göttingen, der repræsenteredes af David Hilberg og Hermann Minkowski.
Weyls forskning havde stor indflydelse på teoretisk fysik såvel som på rene discipliner som talteori. Han betragtes som en af det tyvende århundredes mest indflydelsesrige matematikere og var et vigtigt medlem af Institute for Advanced Study i dets første år.